# C4-plant
Een C4-plant is een type plant die niet alleen gebruikmaakt van de basisvorm van de fotosynthese zoals de C3-plant, maar eerst een tussenstap uitvoert waarbij een verbinding met vier koolstofatomen wordt gemaakt – vandaar de naamgeving. C4-planten komen voor binnen verschillende families, maïs en suikerriet zijn twee bekende voorbeelden van C4-planten.

## Scheiding van twee processen
Bij deze planten wordt de opname of fixatie van kooldioxide ruimtelijk gescheiden van de verwerking ervan tot suikers. Via een tussenstap wordt eerst door het enzym fosfoenolpyruvaat-carboxylase (PEP-carboxylase) een oxaalacetaat geproduceerd dat daarna wordt omgezet tot malaat of soms aspartaat. Bij het PEP-carboxylase vindt geen oxygenase-activiteit plaats, er wordt geen zuurstof gebonden. Het is een van de drie typen fotosyntheseprocessen bij planten, naast de C3-plant en de CAM-plant. Bij deze laatste wordt de opname van kooldioxide niet ruimtelijk gescheiden van de verwerking ervan tot suikers, maar in de tijd. Bekende C4-planten zijn mais, suikerriet en gierst. De meeste behoren tot de grassen.
Het malaat of aspartaat wordt naar het enzym Rubisco gebracht waar het weer wordt omgezet in kooldioxide en pyruvaat. Hierna wordt hetzelfde proces gevolgd als bij C3-planten. 

## Evolutionair voordeel
Het is gebleken dat deze vorm van fotosynthese ten minste 45 keer onafhankelijk ontstaan is, in 19 families van bedektzadigen. Het eerst ontstond dit in de grassenfamilie, 24 à 35 miljoen jaar geleden. Later (15 à 21 miljoen jaar geleden) volgde de amarantenfamilie. In veel andere families ontstond de C4-route pas ca. 5 miljoen jaar geleden. 
Er kunnen verschillende triggers geweest zijn voor het ontstaan van deze vorm van fotosynthese. Het eerst lijkt deze in droge gebieden te zijn ontstaan. C4-planten gebruiken de hoeveelheid vocht waarover zij beschikken doeltreffender dan C3-planten en kunnen daarmee in hete droge streken beter overleven. Een goed voorbeeld hiervan is een plant als zuurgras (Enneapogon scaber) die in woestijnachtige gebieden floreert. Maar de aanpassing wordt ook bij halofyten gevonden. 
Daarnaast zijn C4-planten in staat om CO2 efficient op te nemen bij lage concentraties. In de loop van het Tertiair is de CO2-concentratie in de atmosfeer sterk gedaald , waardoor C4-planten een voordeel kregen.
Door de verhoogde kooldioxideverhouding treedt er veel minder fotorespiratie op door Rubisco dan bij C3-planten. Hierdoor gaat vrijwel geen gebonden koolstof verloren en kunnen meer suikers geproduceerd worden. Doordat C4-planten fotorespiratie vermijden, zijn deze beter geschikt voor warme klimaten. C3-planten komen meer voor in gematigde streken.
Zo'n 5% van de plantaardige biomassa bestaat uit C4-planten. Het zijn dan ook relatieve nieuwkomers in de evolutie van planten.